# 原华
原华（1972年3月4日—），出生于中华人民共和国黑龙江省哈尔滨市，毕业于中央戏剧学院表演系，中国内地女演员、中国国家话剧院演员。 1993年参演张刚执导电影《财迷心窍》出道，1996年演出电视剧《梦醒五棵柳》获金鹰奖最佳女主角提名、1999年演出电视剧《一年又一年》获金鹰奖与飞天奖最佳女主角提名、2002年演出电视剧《老爸向前冲》获金鹰奖最佳女主角提名。
原华曾经有过两度婚姻，前夫是央视主持人沙桐，现任丈夫是圈外人，她于2009年10月与现任丈夫诞有一子。2011年复出演出都市电视剧《媳妇是怎样炼成的》，2012年首次参加演出话剧《美丽的蓝色多瑙河》，2013年参加演出史诗电视剧《毛泽东》饰演康克清，以及演出米瑞蓉同名小说改编电视剧《留守男人》；之后，逐渐淡出电视剧与电影银幕，但并未因此放弃戏剧工作，而是转职国家话剧院参与话剧表演。